# Quillan Roberts
Quillan Roberts (Brampton, 13 settembre 1994) è un calciatore canadese naturalizzato guyanese, portiere del Western Suburbs e della nazionale guyanese.

## Carriera

### Club
Ha giocato nei campionati canadese e statunitense.

### Nazionale
Ha esordito in nazionale canadese nel 2015.

## Palmarès

### Club

#### Competizioni nazionali
- Canadian Championship: 1

Toronto FC: 2016
- Canadian Premier League: 1

Forge: 2019